# Memramcook
Memramcook är en ort i Kanada.   Den ligger i provinsen New Brunswick, i den östra delen av landet, 900 km öster om huvudstaden Ottawa. Memramcook ligger 23 meter över havet och antalet invånare är 4 831.
Terrängen runt Memramcook är platt. Närmaste större samhälle är Dieppe, 13,3 km nordväst om Memramcook.
Omgivningarna runt Memramcook är en mosaik av jordbruksmark och naturlig växtlighet. Runt Memramcook är det glesbefolkat, med 13 invånare per kvadratkilometer.